# Nicol Pitro
Nicol Pitro (Goslar, 7 de octubre de 1975) es una deportista alemana que compitió en bádminton. Ganó una medalla de bronce en el Campeonato Europeo de Bádminton de 2002, en la prueba de dobles.

## Palmarés internacional
| Campeonato Europeo | Campeonato Europeo | Campeonato Europeo | Campeonato Europeo |
| Año                | Lugar              | Medalla            | Prueba             |
| ------------------ | ------------------ | ------------------ | ------------------ |
| 2002               | Malmö (Suecia)     | Medalla de bronce  | Dobles             |